# Quintela de Azurara
Quintela de Azurara es una freguesia portuguesa del concelho de Mangualde, con 9,85 km² de superficie y 580 habitantes (2001). Su densidad de población es de 58,9 hab/km².